# Mühlemann
Mühlemann ist ein deutscher Familienname.

## Namensträger
- Catherine Mühlemann (* 1966), Schweizer Medienmanagerin
- Benjamin Mühlemann (* 1979), Schweizer Politiker
- Elena Mühlemann (* 2003), Schweizer Fußballspielerin
- Ernst Mühlemann (1930–2009), Schweizer Politiker (FDP)
- Ernst Friedrich Mühlemann (1893–1975), Schweizer Architekt
- Hans Mühlemann (1923–1992), deutscher Maler und Grafiker
- Hans Rudolf Mühlemann (1917–1997), Schweizer Zahnmediziner, Humanmediziner
- Kathrin Mühlemann (1958–2012), Schweizer Medizinerin
- Lukas Mühlemann (* 1950), Schweizer Bankmanager
- Regula Mühlemann (* 1986), Schweizer Opernsängerin